# Włodzimierz Skoraszewski
Włodzimierz Skoraszewski (ur. 26 stycznia 1894 w Warszawie, zm. 29 stycznia 1959 tamże) – polski inżynier, zaprojektował oryginalne infiltracyjne ujęcie wody pitnej (metoda ta znana jest w świecie pod nazwą "ujęcia warszawskiego") zastosowane w tzw. Grubej Kaśce – warszawskim ujęciu wodnym dostarczającym wody pitnej dla aglomeracji warszawskiej.
Koncepcję budowy podziemnego ujęcia wody w nurcie Wisły opracował w latach 1949–1950 we współpracy z inż. Stanisławem Wojnarowiczem. Została opatentowana w Urzędzie Patentowym PRL. Zakładała budowę studni próbno-eksploatacyjnej wraz z poziomo ułożonymi drenami – w kesonie pod sprężonym powietrzem, co na ówczesne czasy było metodą nowatorską. Budowa studni rozpoczęła się w 1953 roku. Prace ukończono w 1964 roku. Uruchomienie nastąpiło 22 września 1964.

## Literatura tematu
- J. Walter, S. Wojnarowicz: Wodociągi i kanalizacja, Wydawnictwo "WSiP", Warszawa 1972.